# Ars subtilior
Ars subtilior bezeichnet eine Stilepoche der Musik. Der Zeitraum der Ars subtilior reicht von 1377 (Tod Guillaume de Machauts) bis 1420 (Auftreten Guillaume Dufays). Der Begriff selbst wurde 1963 von der Musikwissenschaftlerin Ursula Günther geprägt: „Dies berechtigt uns wohl, statt von einer ars nova nunmehr von einer ars subtilior zu sprechen. Dieser Terminus ist im Gegensatz zum Wort Manierismus in jeder Hinsicht unvorbelastet.“

## Allgemeines
Ars subtilior stammt als Begriff nicht vom Ausgang des 14. Jahrhunderts, hat sich aber allgemein durchgesetzt, um den Begriff „Manierismus“ Willi Apels für dieselbe Zeit zu ersetzen. Letzterer Begriff bezeichnet nicht die vielfältigen Neuerungen (subtilerer Art), die in dieser Zeit entstanden und auf die Folgezeit wesentlich einwirkten:
- So wurde der rhythmische Bereich (Extrempunkte Jacob (de) Senleches und Rodericus) durch neue Notenwerte erweitert.
- Das Tonmaterial bezog entfernte Töne mit ein, welche die Ars Nova noch nicht kannte: (Solage, ein Schüler Guillaume de Machauts, geht bis zum Ton Des).
- Bei einigen Komponisten jener Zeit ist eine neue Art der Grundtonbezogenheit zu beobachten, etwa bei Senleches: Unser modernes „Dur“ deutet sich an und wirkt auf Komponisten wie Du Fay oder Ciconia.

Auf der anderen Seite sind die Verbindungen zur vorhergehenden Ars Nova nicht zu übersehen:
- Die Gattungen der Ars Nova werden weiter gepflegt.
- Auf den Kantilenensatz werden Isorhythmik und Mehrchörigkeit übertragen.
- Es wird eine kunstvolle Notation gepflegt: Partituren erscheinen in Herzform (Baude Cordier) oder in Harfenform (Jacob (de) Senleches). Die Kreisform kannte schon Guillaume de Machaut, aus dessen Pariser Schule wahrscheinlich Solage stammt.

## Musikalische Merkmale
- Die Rhythmik wird gern durch häufige Mensurwechsel aufgelöst.
- Gern wird Polyrhythmik eingesetzt (das ist zum Beispiel eine Gleichzeitigkeit von Zwei- und Dreiteilung der Notenwerte). Ein besonderes Beispiel ist le ray au soleyl von Johannes Ciconia, ein Kanon in polymetrischer Proportion 1:3:4.
- Die Verständlichkeit des Textes wird der Musik völlig untergeordnet.
- Notation: Die Minima und die Semiminima beherrschen das Notenbild.
- Die Verwendung von Duolen, Triolen, Quintolen (Rodericus) und Synkopen führt zu einer manieristischen Notation mit Fusa und Chroma, auch Dragma, als kleinsten Notenwerten, vielfach mit Doppelhälsen, Fähnchen, Hohlköpfen, diversen Farben versehen. Das Notenfähnchen für schnelle Werte, das bis heute gilt, erscheint erstmals.

## Komponisten
Die meisten Komponisten standen im Dienst einer Hofkapelle, besonders der französischen in Paris unter König Karl V. (1364–1380) und König Karl VI. (1380–1422), aber auch die Höfe in Aragon und Kastilien sowie auf Zypern (vom Hof des Janus sind nur anonyme Werke überliefert) engagierten die Künstler der Ars subtilior, ebenso wie der Papsthof in Avignon. Einige Komponisten wie Magister Zacharias und Mateo da Perugia wirkten in Italien.
Überlieferte Komponistennamen sind:
Johannes Ciconia (frühe Werke), Mateo da Perugia, Jacob (de) Senleches, Antonello da Caserta, Solage, Rodericus, Trebor, Jehan Vaillant, Jean Galiot, Grimace, Baude Cordier, Johannes Carmen, Jean Tapissier, Magister Zacharias, Johannes Symonis Hasprois.

## Originalquellen
- Codex Chantilly, (Musée Condé, Frankreich)
- Codice d’Ivrea (Biblioteca Capitolare (Ivrea), Ivrea)
- Codice di Faenza, (Biblioteca Communale, Faenza)
- Codice di Modena, (Biblioteca Estense e Universitaria, Modena)
- Codice di Lucca / Codice Mancini, (Archivio di Stato, Lucca, ms. 184; Biblioteca comunale «Augusta», Perugia, ms. 3065)
- Manuscrit d’Apt (Bibliothèque municipale d’Apt (Vaucluse), Frankreich)
- Manuscrito de Sevilla (Biblioteca Colombina, Sevilla)
- London Manuscript (British Library, London)
- Turiner Codex (Turin, Biblioteca Nazionale Universitaria, J.II.9 [entstanden auf Zypern])